# Saucisson sec d'Auvergne
La saucisse sèche et le Saucisson sec d'Auvergne sont des charcuteries auvergnates traditionnelles qui bénéficient de la protection d'une indication géographique protégée depuis 2016. 

## Aire délimitée
Toutes les étapes de fabrication du saucisson et de la saucisse sèche d’Auvergne doivent être réalisées dans une aire géographique précise. Celle-ci comprend les départements  du Cantal, de la Haute-Loire, du Puy-de-Dôme, la moitié sud de l’Allier ainsi que certaines communes du Lot et de la Corrèze comme le canton d'Ussel.

## Obtention du label
Le cahier des charges des productions a été officialisé par un arrêté du 29 octobre 2015 ; l'Indication géographique protégée a été officialisée le 20 septembre  2016.

## Caractéristiques
Ces salaisons sont fabriquées avec des boyaux naturels et de la viande « pur porc » traitée avec un hachage gros. La couleur est traditionnellement sombre, le taux  de  gras est  inférieur  à  ceux  des  saucissons standards. L'aromatisation est puissante avec  une  proportion  sensible  d’ail (traditionnellement produit dans les plaines d’Auvergne). Les saucissons ont des tailles pouvant aller de 200 grammes jusqu’à celles d'une rosette. La saucisse sèche peut être droite, en U ou « à la perche ».